# Cephalanthus
Cephalanthus ist eine Pflanzengattung innerhalb der Familie der Rötegewächse (Rubiaceae). Von den sechs tropischen Arten kommen drei in der Neuen Welt, zwei in Asien und eine in Afrika vor.

## Beschreibung

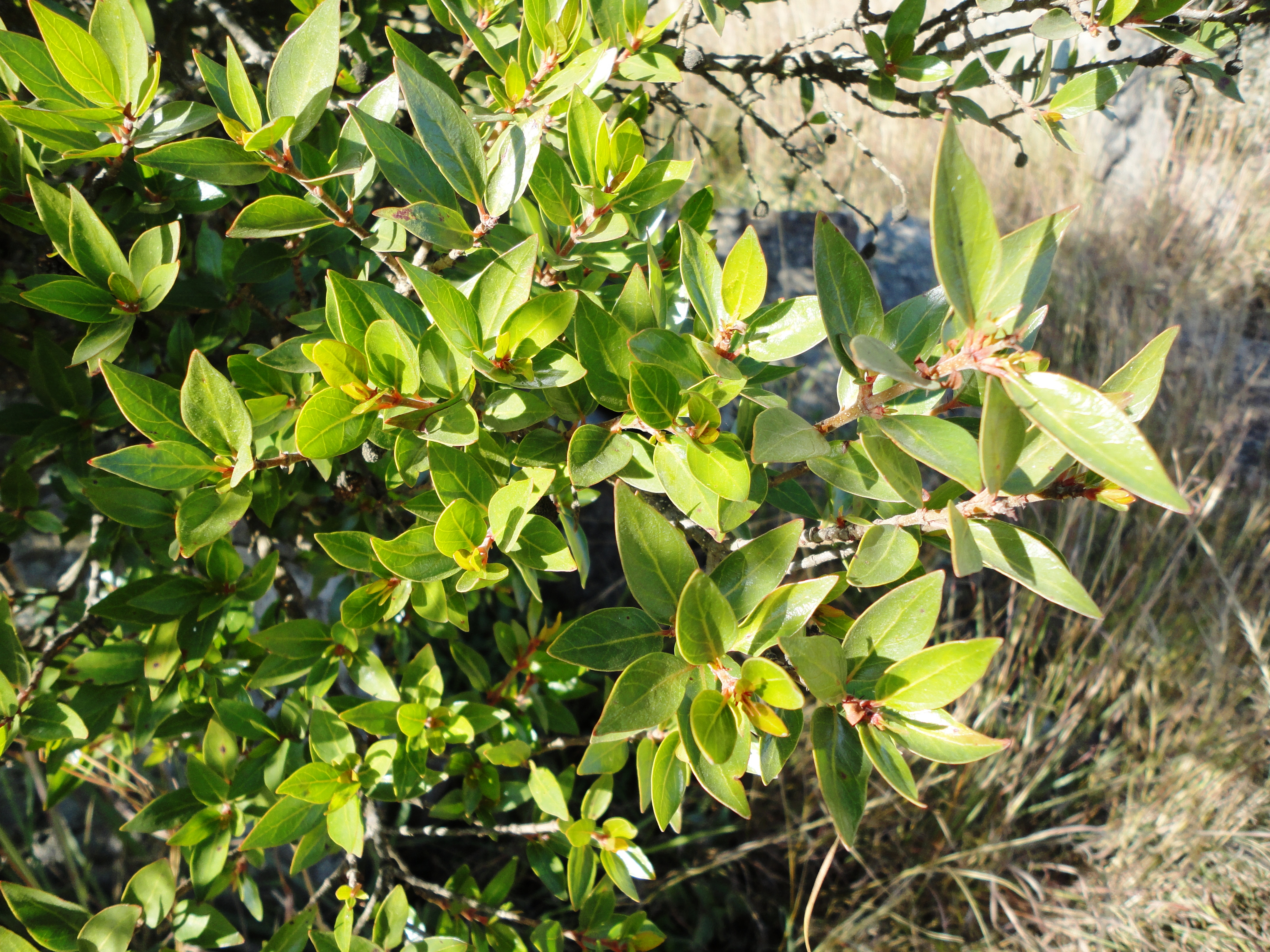
Habitus und Zweige mit gegenständigen, gestielten einfachen Laubblättern von Cephalanthus natalensis

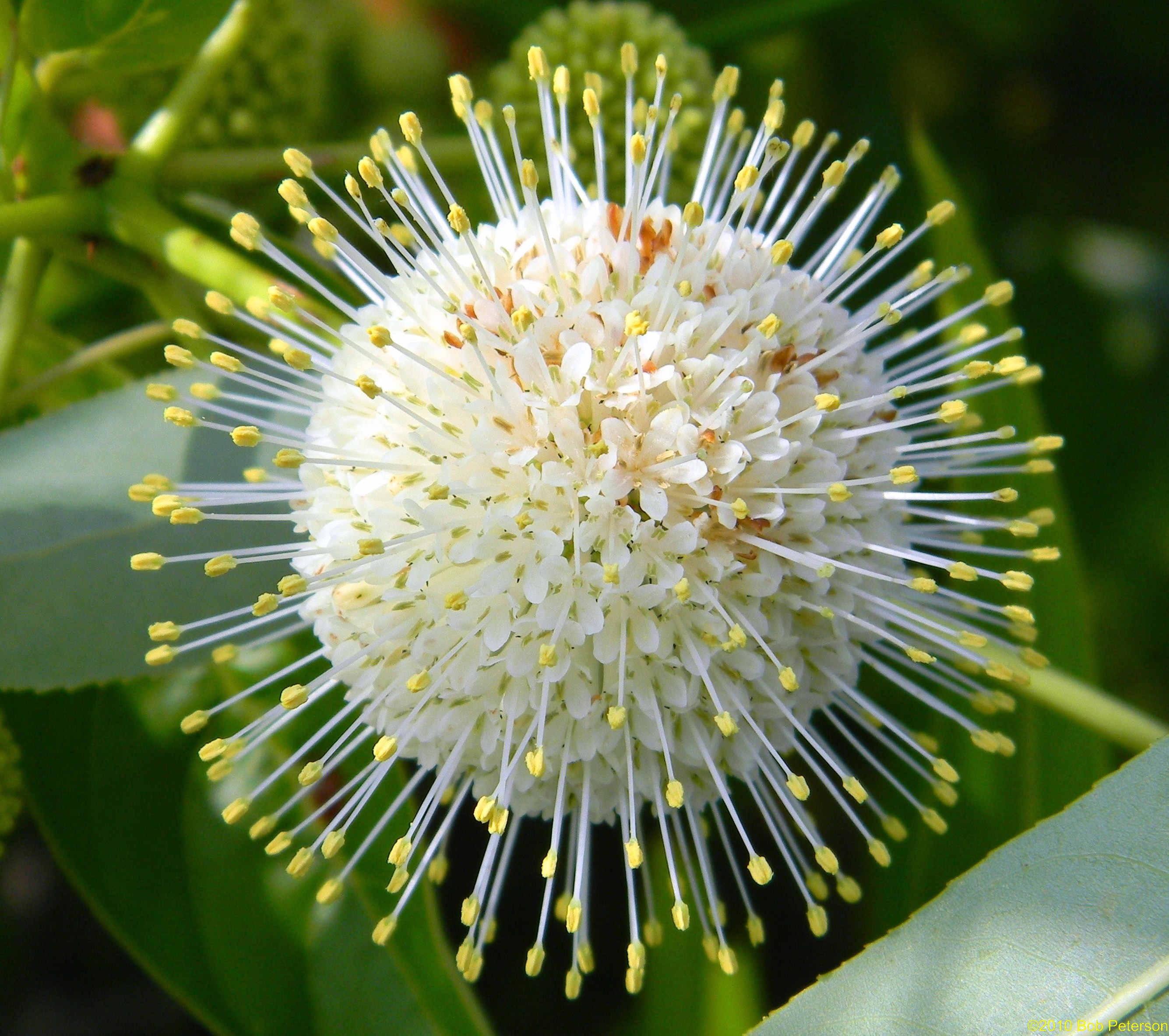
Blütenstand mit Blüten im Detail von Cephalanthus occidentalis

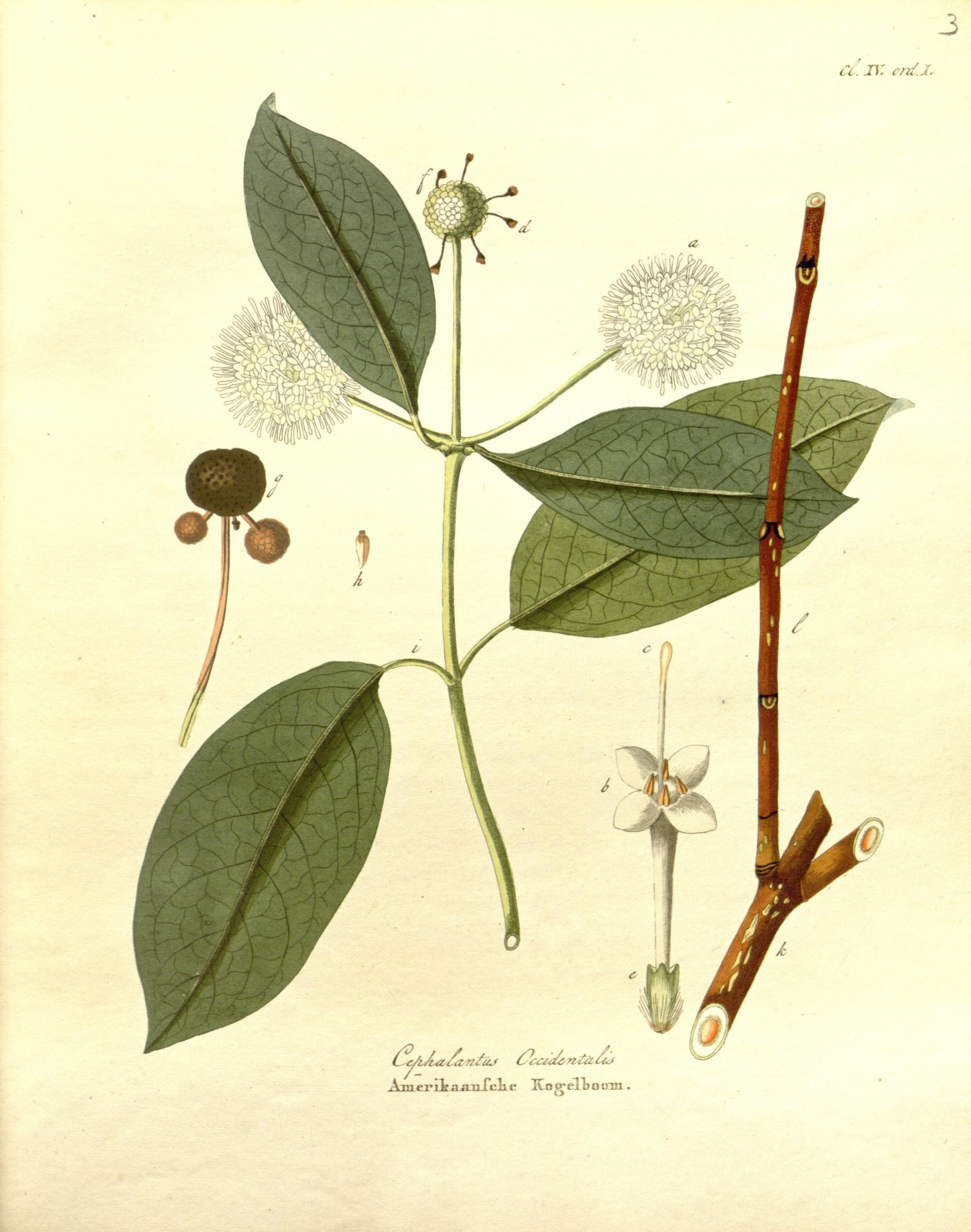
Illustration aus Afbeeldingen der fraaiste, meest uitheemsche boomen en heesters, Tafel 3 von Cephalanthus occidentalis

### Vegetative Merkmale
Cephalanthus-Arten sind verholzende Pflanzen, die als Sträucher kleine Bäume oder Lianen wachsen, und Wuchshöhen von 5 bis 15 Metern erreichen. Sie sind unbewehrt und es sind keine Raphide vorhande. Die Knospen sind kegelförmig.
Die gegenständig und zweizeilig oder zu dritt bis viert in Wirteln an den Zweigen angeordneten Laubblätter sind in Blattstiel und Blattspreite gegliedert. Es sind meist Domatien vorhanden. Die Blattspreiten sind einfach. Die interpetiolaren Nebenblätter sind meist haltbar oder selten früh abfallend, dreieckig oft mit einer schwarzen Drüse am oberen Ende.

### Generative Merkmale
Auf Blütenstandsschäften mit Hochblättern befinden sich meist end- oder manchmal seitenständig in den obersten Blattachseln die kugelförmigen, kopfigen Blütenstände, in denen viele sitzende Blüten dicht angeordnet sind (daher der Gattungsname Cephalanthus). Die Deckblätter sind bis keulenförmig-spatelförmig. Die Blüten eines Blütenstandes sind alle gleich.
Die meist zwittrigen Blüten sind radiärsymmetrisch meist vierzählig mit doppelter Blütenhülle. Cephalanthus glabratus besitzt funktional eingeschlechtige Blüten. Die Kelchzunge endet in vier oder selten fünf Kelchzipfeln. Die vier Kronblätter sind stielteller- oder trichterförmig verwachsen. Die weißen bis cremefarbigen Blütenkronen sind inner unterschiedliche flaumig behaart. Die vier Kronzipfel überlappen sich in der Blütenknospe dachziegelartig. Die vier Staubblätter sind im Schlund der Blütenkrone inseriert und überragen diese teilweise. Die Staubfäden sind kurz. Die dorsifixen Staubbeutel sind an ihrer Basis zweigabelig. Der unterständige zweikammerige Fruchtknoten enthält in jeder Kammer nur eine apikale, hängende, anatropoue Samenanlage. Die keulenförmige bis kopfige Narbe überragt die Blütenkrone.
Die Fruchtstände sind kugelig. Auf den Früchten sind noch die Kelchzungen erkennbar. Die fleischigen Früchte sind Spaltfrüchte und enthalten zwei einsamige Teilfrüchte (Steinkerne) die sich nicht öffnen. Die trockenen Teilfrüchte sind verkehrt-kegel- bis kreiselförmig. Die mittelgroßen Samen sind länglich-ellipsoid, mit einem weißen schwammartigen Arillus.

## Systematik und Verbreitung

### Taxonomie
Die Gattung Cephalanthus wurde 1753 durch Carl von Linné in seinem Werk Species Plantarum, Tomus I, Seite 95 aufgestellt. Der Gattungsname Cephalanthus setzt sich aus den altgriechischen Wörtern kephale κέφαλη für „Kopf“ und anthos ἄνθος für „Blüte“ zusammen. Als Lektotypusart wurde 1915 durch Elmer Drew Merrill in Journal of the Washington Academy of Sciences, 5, Seite 532 Cephalanthus occidentalis L. festgelegt. Synonyme für Cephalanthus L. sind: Acrodryon Spreng., Axolus Raf., Eresimus Raf., Silamnus Raf.

### Äußere Systematik
Cephalanthus ist die basale Gattung der Tribus Naucleeae in der Unterfamilie Cinchonoideae innerhalb der Familie Rubiaceae. Einige Autoren hatten im letzten Jahrhundert die Gattung Cephalanthus in eine eigene Tribus Cephalantheae ausgegliedert.

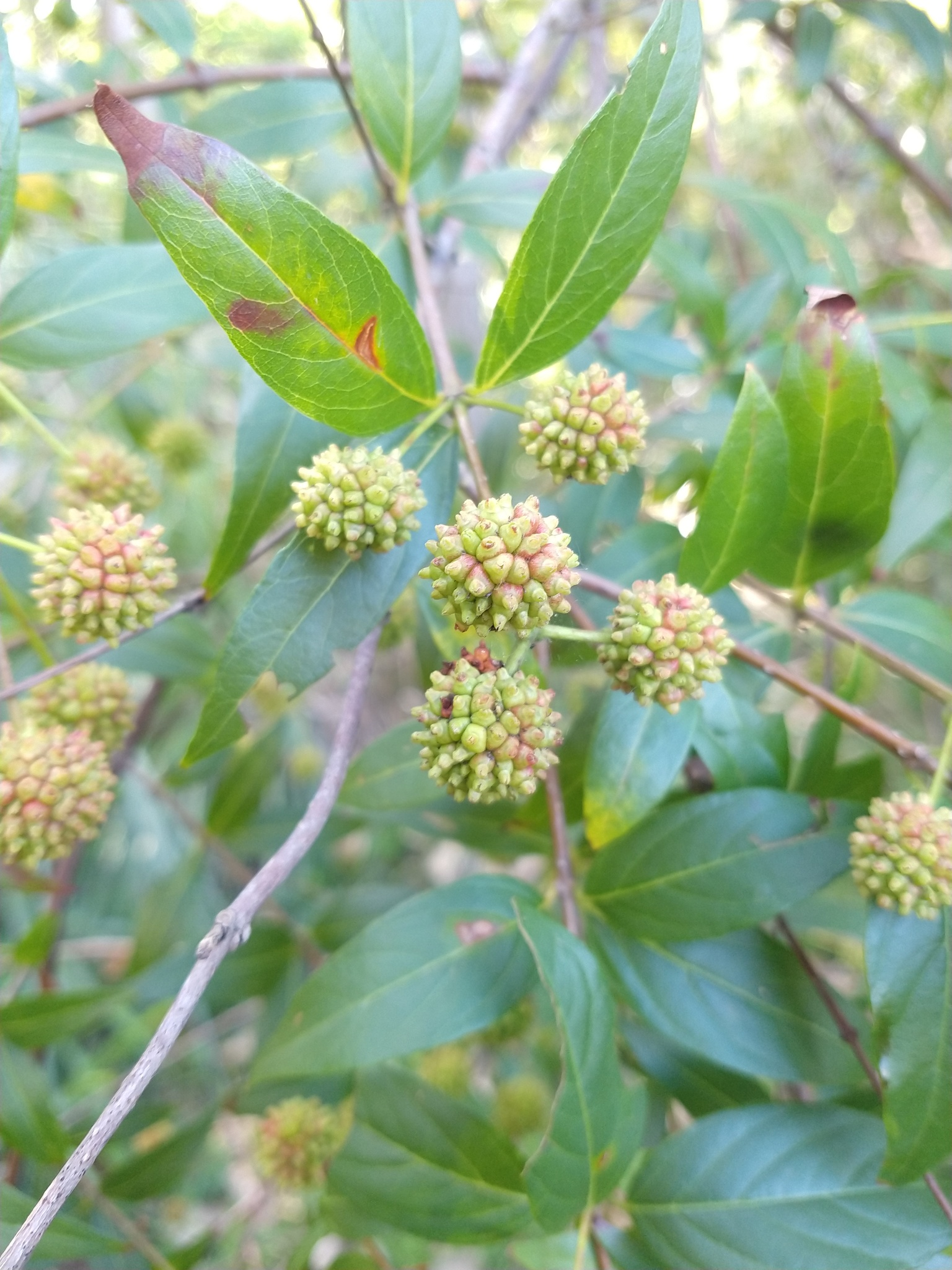
Cephalanthus glabratus

### Arten und ihre Verbreitung
Cephalanthus-Arten gedeihen in den Tropen. Von den sechs Arten kommen drei in der Neuen Welt, zwei in Asien und eine in Afrika vor:
- Cephalanthus angustifolius Lour.: Sie kommt in Asien in Laos, Kambodscha sowie Vietnam vor.[2]
- Cephalanthus glabratus (Spreng.) K.Schum.: Sie kommt in den südamerikanischen Staaten Brasilien, Argentinien, Paraguay sowie Uruguay vor.[2]
- Cephalanthus natalensis Oliv.: Sie kommt im südlichen Afrika von Tansania, Malawi sowie Sambia bis Lesotho, Eswatini sowie Südafrika vor.[3][4][5][2]
- Westlicher Knopfbusch (Cephalanthus occidentalis L.): Sie kommt in Kuba, im östlichen Kanada und in den östlichen, zentralen und südlichen Vereinigten Staaten, in Kalifornien, Arizona sowie New Mexico vor.[2]
- Cephalanthus salicifolius Humb. & Bonpl.: Sie kommt von der äußersten Südspitze von Texas über Mexiko bis Honduras vor.[2]
- Cephalanthus tetrandra (Roxb.) Ridsdale & Bakh. f.: Sie ist im tropischen Asien in Indien, Bangladesch, Laos, Vietnam, Myanmar, Thailand, Taiwan und China weitverbreitet.[2][1]

## Fossilfund
Aus Gesteinsschichten bei Fasterholt nahe Silkeborg in Zentral-Jütland (Dänemark) aus dem mittleren Miozän wurden 16 fossile Früchte der ausgestorbenen Art Chephalanthus pusillus beschrieben.

## Nutzung
Zwei Arten, beispielsweiseCephalanthus occidentalis, werden als Zierpflanzen in Parks und Gärten verwendet.